# Hutiaoxia
Hutiaoxia (kinesiska: 虎跳峡, 虎跳峡镇) är en köping i Kina. Den ligger i provinsen Yunnan, i den sydvästra delen av landet, omkring 360 kilometer nordväst om provinshuvudstaden Kunming. Antalet invånare är 19 922. Befolkningen består av 9 564 kvinnor och 10 358 män. Barn under 15 år utgör 21,0 %, vuxna 15-64 år 71 %, och äldre över 65 år 6,0 %.
Genomsnittlig årsnederbörd är 903 millimeter. Den regnigaste månaden är juli, med i genomsnitt 304 mm nederbörd, och den torraste är november, med 1 mm nederbörd.